# アンラボ
株式会社アンラボ (AhnLab, Inc., 안랩, KRX: 053800, BAWSAQ) は1995年に設立された韓国のセキュリティ・ソリューション・プロバイダである。アンラボ社はウイルス対策ソフトといったコンピュータソフトウェアや、オンライン・セキュリティ・ソリューション、ファイアウォール、IPS、UTMといったネットワーク・セキュリティ装置、オンラインゲームや携帯端末ウェブ用のセキュリティソフトウェア、セキュリティ監視サービスを販売している。日本法人は2002年に設立された。

## 歴史
安哲秀（안철수、Ahn Cheol-soo、創業者兼会長）が、自分のコンピュータがBrainというコンピューターウイルスに感染したのを発見したのが始まりである。彼はBrainを発見・駆除するプログラムを開発し、それを"Vaccine（ワクチン）"と命名した。その後韓国では、ウイルス対策ソフトといえば「ワクチンソフト」を指すこととなった。安は1995年に新会社を設立した。
アンラボ社は2001年9月に、KRX: 053800とBAWSAQに上場した。
創業10周年の2005年、安は代表取締役社長の地位を辞し、その後、キム・チョルス、キム・ホンソンを経て、現社長は権治重（권치중/權治重、Kwon Chi-joong）である（2013年就任）。
アンラボ社は、1995年創業以来、韓国セキュリティ市場と全世界の販売業者約500社のうち、65％の市場シェアを持つ韓国最大のセキュリティソリューション企業である。 アンラボ社は、韓国ソウルの本社ではAhnLabの標章のもとKOSDAQで取引を行っている。
アンラボ社は2004年から2009年までの5年間、最も称賛される韓国企業の一つに選ばれている。

## 所在地
- 韓国: 京畿道 城南市 盆唐區 三坪洞 (本社)
- 日本: 東京都港区芝4丁目13-2 田町フロントビル3階
- 中国: 北京市、上海市

## 製品
アンラボ社はパソコン、ネットワーク、携帯端末用のセキュリティソリューションを以下多数販売している。
- AhnLab Sefinity （マネージド・セキュリティ・サービス）
- AhnLab V3 Internet Security 8.0 （統合インターネットセキュリティ）
- AhnLab V3 Internet Security IS 7.0 Platinum （アンチウイルス、アンチスパイウェア、アンチマルウェア）
- AhnLab V3 365 Clinic （アンチウイルス、アンチスパイウェア、 pc medic）
- AhnLab TrusGuard （ファイアウォール、VPN、IPS、DoS攻撃対策）
- AhnLab Absolute IPS （ワームやDDoS攻撃をブロック）
- AhnLab Online Security （アンチマルウェア、アンチキーロガー、ファイアウォール）
- AhnLab HackShield For Online Game （リアルタイムシールド）[18]
- AhnLab V3 Mobile (iPhone, Android, Windows Mobile, Symbian, WiFi OS)

## 参照
- コンピュータセキュリティ
- ネットワーク・セキュリティ